# Wyberrat
Der Wyberrat (auch «Wiiberrat») war ein offenes Schweizer Forum für einzelne parteipolitisch aktive Frauen, autonome Gruppen oder Frauen aus unterschiedlichen Bewegungen, Projekten und Bereichen, z. B. aus Parteien und Gewerkschaften.

## Zweck
Das Ziel der Wyberräte war es, die Kräfte der zersplitterten Schweizer Frauenbewegung zu bündeln und aus dieser erneut eine ernstzunehmende gesellschaftliche wie politische Kraft zu machen, um so für die Anliegen der Frauen mehr Öffentlichkeit herstellen zu können. «Im Wyberrat sitzen wir zu Rate, informieren uns über unsere Erfahrungen und vielfältigen Frauenaktivitäten, probieren unsere Formen des Politikmachens aus und verkleiden auch mal Männerdenkmäler in Frauen.»

## Gründungsgeschichte
Der Wyberrat wurde am 6. Februar 1985 von rund 200 Frauen aus 25 verschiedenen Gruppen und Organisationen in Zürich gegründet. Auslöser war eine Veranstaltung der Zürcher Volksuni im November 1984, zu der auch frauenpolitisch aktive Frauen aus Berlin und Hamburg eingeladen waren, die über ihre Erfahrungen mit Weiberräten berichteten und die Schweizer Frauen inspirierten.
Nach dem Vorbild der deutschen Frauenbewegung trafen sich 50 bis 100 Frauen einmal im Monat im Zürcher Kanzleizentrum. Kurz darauf wurden bereits  weitere Weiberräte in Bern (im September 1985) sowie in Basel (im Mai 1986) gegründet.

## Auflösung
Sowohl in der Gründungsstadt Zürich als auch in Bern und Basel existierten die Weiberräte nicht sehr lange. «Es fehlte ein konkretes gemeinsames Ziel, auf das hingearbeitet werden konnte – und die Frage, ob es möglich und richtig sei, dass sich Frauen nicht nur in der ausserparlamentarischen, sondern auch in der institutionellen Politik engagieren sollten, wurde erneut heiss diskutiert.»
Bereits 1986 ging die Organisation Frauen macht Politik! – abgekürzt «FraP!» – aus der informellen Gruppierung der Wyberräte hervor und konstituierte sich 1989 als Partei mit der Intention, Kandidatinnen an Wahlen in legislative und exekutive Ämter zu bringen. So wurde 1987 Christine Goll in den Zürcher Kantonsrat und 1991 in den Nationalrat gewählt.